# Militão Ribeiro
Militão Bessa Ribeiro (Murça, Murça, 13 de agosto de 1896 — São Sebastião da Pedreira, Lisboa, 2 de janeiro de 1950) foi um marçano, operário têxtil e político revolucionário antifascista português, dirigente histórico do Partido Comunista Português assassinado por maus tratos e possível envenenamento pelo regime do Estado Novo no Estabelecimento Prisional de Lisboa. No Brasil, também é conhecido por ter sido jogador do Club de Regatas Vasco da Gama, tradicional time do futebol carioca.

## Biografia

### Juventude
Filho de agricultores, Bárbara de Jesus e Francisco Bessa Ribeiro, emigrou de Murça para o Brasil com 13 anos, onde trabalhou como marçano e operário têxtil. No assento de batismo, é registado como tendo nascido a 13 de agosto de 1896, na freguesia e concelho de Murça, tendo sido batizado em Murça a 29 de agosto de 1896, como filho natural de Bárbara de Jesus, trabalhadora, natural de Murça, sem referências ao nome do pai. Apenas no assento de óbito é mencionado como filho de Francisco Bessa Ribeiro, natural de Penafiel.
Foi jogador do Club de Regatas Vasco da Gama, um clube historicamente conhecido por seus laços com Portugal e lutas contra o racismo no futebol.

### Início da Atividade Política
No Brasil, Militão Ribeiro torna-se membro do Partido Comunista Brasileiro ainda antes da entrada para o partido do líder histórico Luís Carlos Prestes. Consequência da sua atividade política, Militão Ribeiro é extraditado do Brasil para Portugal no início dos anos 30 pela Ditadura de Getúlio Vargas que o cataloga como "indesejável".

### Fuga e clandestinidade
Deportado do Brasil amarrado no porão do navio que o transportou, com a indicação de ser entregue à polícia portuguesa no porto de Leixões, conseguiu fugir com o auxílio de um marinheiro quando o barco aportou em Lisboa.
Refugia-se em Murça e começa a militar no Partido Comunista Português. Juntamente com outros habitantes locais como Mário José de Barros, a quem transmite o seu ideal comunista, viriam nas décadas de 1930 e 1940 a fazer circular clandestinamente nesta região literatura de Karl Marx, de Max Beer, ou obras como Os Dez Dias que Abalaram o Mundo ou O Estado e a Revolução, levando ideias revolucionárias a muitos e, por exemplo, à expulsão do Seminário do historiador António Borges Coelho em 1945, em função das suas leituras.

### Prisão
Em 13 de julho de 1934, Militão Ribeiro é preso no Porto, por pertencer à organização a que aderira por intermédio de Lino Teixeira Pinto, o Socorro Vermelho Internacional.
Julgado no Tribunal Militar Especial a 6 de abril de 1935, é condenado a 12 meses de prisão e transferido da Prisão do Aljube da cidade do Porto para a Prisão de Peniche a 20 de abril, onde reencontraria o seu companheiro Mário José de Barros, preso em 1935 por propaganda contra a ditadura fascista.
Já com a sua pena cumprida, a 8 de junho de 1935, Militão Ribeiro é embarcado, por alegado “motivo de insubordinação”, com destino à Fortaleza de São João Baptista em Angra do Heroísmo, e em 29 de outubro de 1936 sem julgamento é levado com o primeiro grupo de presos políticos que inauguram o Campo de Concentração do Tarrafal em Cabo Verde, entre eles Bento António Gonçalves, Secretário-Geral do PCP.

### Reorganização do PCP
No dia 15 de julho de 1940 é amnistiado pela amnistia de 1940 decretada pela ditadura do Estado Novo. Em clandestinidade, a partir de orientações fundamentais discutidas com Bento Gonçalves e outros dirigentes no Tarrafal, participa na reorganização do Partido Comunista Português, integrando o seu primeiro secretariado, juntamente com Júlio Fogaça e Manuel Guedes.
Foi um dos responsáveis, em 1941, pela reorganização de tipografias e de tarefas de militantes que permitiu o relançamento clandestino do jornal Avante! em agosto desse ano, cuja publicação não mais seria interrompida até à atualidade.
Em 1942, é um dos dirigentes na tarefa de organização do movimento grevista desse ano, que reivindicava uma melhoria nas condições de trabalho em Portugal.

### Segunda prisão
Em 22 de novembro de 1942 é preso em função do seu envolvimento no movimento grevista, ficando detido na Prisão de Aljube de Lisboa por dois anos sem julgamento. É julgado pelo Tribunal Militar Especial em 5 de abril de 1944 e condenado a 4 anos de prisão. É embarcado de novo, em 26 de julho, para o Campo de Concentração do Tarrafal. Anos depois, abrangido pela amnistia de agosto de 1945, é libertado em novembro desse ano.

### Militância ativa no PCP
Integra o Secretariado do PCP com Álvaro Cunhal, José Gregório e Manuel Guedes, e participa no IV Congresso do PCP, o 2.º ilegal, em novembro de 1946, no qual é eleito para o Comité Central do Partido Comunista Português e respetivo Secretariado.

### Terceira prisão
Militão Ribeiro vivia com a militante comunista Luísa Rodrigues na casa clandestina do PCP de Macinhata do Vouga, Sever do Vouga. Sendo esta detetada e Luísa Rodrigues presa em 10 de fevereiro, Militão Ribeiro escapa, sendo procurado e perseguido pelas polícias do Estado Novo, refugiando-se na casa habitada por Álvaro Cunhal e Sofia Ferreira no Luso, onde é preso a 25 de março de 1949.
Reencontra Luísa Rodrigues pela última vez na prisão do Porto e é transferido para o Estabelecimento Prisional de Lisboa. Aqui, padecendo de uma doença infecciosa, consequência de eventual envenenamento pela PIDE evocada pelo próprio Militão Ribeiro, e sem assistência médica e medicamentosa para as doenças causadas pelos maus tratos nas prisões e deportações de que foi vítima, viria a falecer em resultado do regime prisional a que foi sujeito. Isolado numa cela individual, vigiado 24 horas por dia, completamente incomunicável, decidiu recorrer à greve da fome como forma de pressão para que fosse tratado. Sem qualquer mudança de atitude por parte da PIDE, entrou em coma na manhã do dia 2 de janeiro de 1950, falecendo nesse mesmo dia no Estabelecimento Prisional de Lisboa, na freguesia de São Sebastião da Pedreira, pelas 13:30 horas, com o peso de apenas 32 quilos, aos 53 anos. Apesar de todo o contexto em torno da sua morte, no registo de óbito foi inscrita pneumonia como a causa da morte.

## Obra escrita
Militão Ribeiro é autor de 6 influentes longas cartas dirigidas ao PCP, escritas a partir da prisão, a última delas no próprio sangue, das quais apenas 2 chegaram aos nossos dias, ambas datadas de 1949.
O poeta Pablo Neruda refere em versos da sua obra A Lâmpada Marinha a morte de Militão Ribeiro e a tortura a Luísa Rodrigues.

## Toponímia
Existe uma rua com o seu nome no Feijó, Almada, distrito de Setúbal.

### Citações
1. ↑  PCP Militão Ribeiro, pp. 7-8.
2. 1 2  «Cópia arquivada». Consultado em 15 de dezembro de 2020. Cópia arquivada em 11 de agosto de 2020
3. 1 2  «Cópia arquivada» (PDF). Consultado em 15 de dezembro de 2020. Cópia arquivada (PDF) em 13 de novembro de 2020
4. ↑  «Cópia arquivada». Consultado em 15 de dezembro de 2020. Cópia arquivada em 23 de outubro de 2020
5. ↑  «Museu do Aljube». Consultado em 15 de dezembro de 2020. Cópia arquivada em 23 de outubro de 2020
6. 1 2 3 4 5 6  PCP Militão Ribeiro, p. 7.
7. ↑  «Livro de registos de batismo da paróquia de Murça (1895-1898)». digitarq.advrl.arquivos.pt. Arquivo Distrital de Vila Real. p. 38, assento 52
8. 1 2  «Livro de registos de óbito da 8.ª Conservatória do Registo Civil de Lisboa - Instituto de Medicina Legal (27-12-1949 a 11-07-1950)». digitarq.arquivos.pt. Arquivo Nacional da Torre do Tombo. p. 8v, assento 16
9. ↑  PCP Militão Ribeiro, p. 11.
10. ↑  «Cópia arquivada». Consultado em 15 de dezembro de 2020. Cópia arquivada em 14 de agosto de 2020
11. ↑  «Cópia arquivada». Consultado em 15 de dezembro de 2020. Cópia arquivada em 18 de janeiro de 2021
12. ↑  PCP Militão Ribeiro, p. 13.
13. ↑  https://www.avante.pt/pt/2404/temas/157650/Sabes-como-morreu--o-valente-Militão.htm Arquivado em 27 de dezembro de  2019, no Wayback Machine. Artigo sobre Militão Ribeiro no Jornal Avante!
14. ↑  «Cópia arquivada». Consultado em 15 de dezembro de 2020. Cópia arquivada em 18 de janeiro de 2021

## Ligações Externas
- Página dedicada a Militão Ribeiro no Museu do Aljube
- Militão Ribeiro no Memorial aos Presos e Perseguidos Políticos
- Artigo sobre Militão Ribeiro no Jornal Avante!